# HD 26927
HD 26927，又名CD-40 1286，SAO 216705、HR 1323，是一颗恒星，视星等为6.37，位于銀經244.07，銀緯-46.58，其B1900.0坐标为赤經4h 10m 9.9s，赤緯-40° -46.58′ 42″。